# Resolució 38 del Consell de Seguretat de les Nacions Unides
La Resolució 38 del Consell de Seguretat de les Nacions Unides, aprovada el 17 de gener de 1948, va exhortar als governs d'Índia i Pakistan perquè s'abstinguessin a agreujar la situació al Caixmir i que per ambdues parts posessin tots els mitjans al seu abast per millorar-la. Així mateix, demanava a tots dos governs que notifiquessin de qualsevol canvi substancial en la situació mentre el Consell de Seguretat estudiava la situació.
La resolució va ser adoptada per nou vots a favor i amb les abstencions de l'RSS d'Ucraïna i la Unió Soviètica.